# 로테이션
방송에서 로테이션(Rotation)은 라디오 방송국이나 위성 라디오 채널에서 노래의 제한된 곡목표를 들려주는 것 또는 TV 네크워크에서 뮤직비디오를 방영해주는 것을 말한다.
로테이션은 라디오 방송국이나 위성 라디오 채널의 제한된 노래 재생 목록 또는 TV 네트워크의 뮤직 비디오를 반복적으로 방송하는 것이다. 보통 매번 순서가 다르다. 그러나 주어진 노래의 두 연속 재생 사이의 시간이 너무 많거나 너무 적게 차이가 나는 것을 방지하기 위해 완전히 섞이지 않는다. 에어플레이를 측정할 때 노래가 재생되는 횟수를 스핀으로 계산한다.
새로운 음악을 재생하는 스테이션은 일반적으로 약 4시간의 짧은 로테이션을 갖는 반면, "클래식"을 재생하는 스테이션은 최대 8시간 동안 지속될 수 있으며, 일부 스테이션은 방송일 동안 노래를 다시 재생하지 않는 "반복 금지"를 약속하여 허용한다. 훨씬 더 광범위한 재생 목록(또는 해당 유형의 스테이션에서 의도적으로 반복되는 경우 재생된 아티스트의 콘서트 티켓과 같은 상품을 위한 스테이션 콘테스트와 연결됨). 대학 라디오 및 인디 라디오 방송국은 때때로 특별한 로테이션이 없거나, 음악 감독이 추천한 디스크 자키 목록만 있거나, 완전히 자유로운 형식의 라디오이다. 방송 자동화 시스템은 제한된 로테이션을 매우 잘 처리하므로 음성 추적이 쉬워진다. 라이브 사람이 있더라도 상업 방송국의 자동화 시스템은 일반적으로 현재 회전에서 미리 음악을 선택하므로 DJ는 아나운서에 불과하다.